# Retin Obasohan
Retin Obasohan Ojomoh (Amberes, 6 de julio de 1993) es un baloncestista belga que pertenece a la plantilla del BAXI Manresa de la Liga ACB. Con 1,85 metros de estatura, juega en la posición de base.

## Trayectoria deportiva

### Universidad
Jugó cuatro temporadas con los Crimson Tide de la Universidad de Alabama, en las que promedió 9,4 puntos, 2,8 rebotes, 1,5 asistencias y 1,2 robos de balón por partido. En su última temporada fue incluido por los entrenadores en el mejor quinteto de la Southeastern Conference y también en el mejor quinteto defensivo.

### Profesional
Tras no ser elegido en el Draft de la NBA de 2016, disputó las Ligas de Verano de la NBA con los Sacramento Kings, con los que en cuatro partidos promedió 9,0 puntos, 3,0 asistencias y 2,0 robos de balón. El 5 de agosto de ese año firmó su primer contrato profesional con el Sidigas Avellino de la Serie A italiana. Allí jugó una temporada en la que promedió 5,2 puntos y 1,7 asistencias por partido.
La temporada siguiente firmó con el Rockets Gotha que debutaba en la Basketball Bundesliga alemana. Disputó una temporada como titular, promediando 13,6 puntos, 4,9 rebotes, 3,6 asistencias y 2,0 robos de balón por partido, el mejor de la BBL en este último aspecto.
En octubre de 2018 firmó con los Northern Arizona Suns de la G League como jugador a prueba.
En la temporada 2020-21, firma por el ČEZ Basketball Nymburk de la NBL checa.
El 1 de julio de 2021, firma por el  Hapoel Jerusalem B.C. de la Ligat Winner.
El 8 de julio de 2022, firma por el ASVEL Lyon-Villeurbanne de la Pro A francesa, para sustituir al lesionado David Lighty.
El 14 de julio de 2023, el Derthona Basket de la Lega Basket Serie A anuncia su fichaje para reforzar el equipo que compite en la Basketball Champions League además de su liga doméstica.
El 16 de julio de 2024, firma por el Bàsquet Manresa de la Liga Endesa. 

### Selección nacional
En septiembre de 2022 disputó con el combinado absoluto belga el EuroBasket 2022, finalizando en decimocuarta posición.